# Hoshiai no Sora
Hoshiai no Sora, (星合の空, Stars Align en inglés) es un anime original japonés para televisión escrito y dirigido por Kazuki Akane en el estudio Eight Bit. Fue estrenado el 10 de octubre de 2019 y cuenta con 12 episodios en total.
Originalmente, el anime iba a ser de 24 episodios, pero debido a ciertos problemas el número de episodios disminuyó a 12 y se tuvo que reajustar la historia. Se espera que tenga una segunda temporada.

## Argumento
Debido a la aparente incompetencia de sus miembros y la falta de resultados, el equipo de soft tennis masculino está a punto de ser cerrado. Toma Shinjo, capitán y miembro del club, busca la ayuda de su viejo amigo recién transferido, Maki Katsuragi, para mejorar el historial del club. Sin embargo, pronto se hace evidente que lo que está frenando a los muchachos son problemas que van mucho más allá del simple deporte.
En este anime se tocan temas desde la violencia intrafamiliar (tanto física como psicológica), hasta el descubrimiento de quién es uno realmente y qué se quiere en el ámbito de la sexualidad y el género.

## Personajes
Maki Katsuragi (桂木 眞己 Katsuragi Maki?)
Seiyū: Natsuki Hanae (anime), Justin Briner (inglés)
Es el protagonista. Es un estudiante transferido que se convierte en el mejor jugador de soft tennis del club, a pesar de ser un principiante. Vive con su madre después de que ésta se divorciara de su padre, el cual constantemente abusaba de ambos (con Maki, esta conducta se mantiene). Gasta su tiempo ocupándose de los quehaceres del hogar mientras su madre trabaja.
Toma Shinjo (新城 柊真 Shinjō Tōma?)
Seiyū: Tasuku Hatanaka (anime), Josh Grelle (inglés)
Es el capitán del club de soft tennis y mejor amigo de Maki. Es el único que se toma en serio este deporte desde antes de reclutar a Maki. Tiene una relación bastante tensa con su madre, pero hasta el momento se desconoce el porqué.
Itsuki Ameno (雨野 樹 Ameno Itsuki?)
Seiyū: Yoshitsugu Matsuoka (anime), Derick Snow (inglés)
Es miembro del club de soft tennis. Tiene cicatrices de quemaduras en su espalda, causadas por su madre divorciada que ella fue encarcelada y vive en el hospital de Psiquiatría, la cual le echó agua hirviendo cuando este apenas era un bebé
Rintaro Futsu (布津 凜太朗 Futsu Rintarō?)
Seiyū: Gen Satō (anime), Garret Storms (inglés)
Es el vicepresidente del club de soft tennis. Sus actuales padres lo adoptaron, ya que fue resultado de un embarazo adolescente. Aunque sus padres lo amen, cuando se enteró de la verdad sobre su nacimiento, comenzó a dudar de sí mismo. Sus habilidades académicas son las mejores entre todos los miembros del club.
Tsubasa Soga (曽我 翅翼 Soga Tsubasa?)
Seiyū: Toshiyuki Toyonaga (anime), Ricco Fajardo (inglés)
Es un miembro del club de soft tennis. Tiene una personalidad un tanto egocéntrica, pero, a pesar de eso, es amable y sabe comportarse.
Shingo Takenouchi (竹ノ内 晋吾 Takenouchi Shingo?)
Seiyū: Keisuke Sato (anime), Adam Gibbs (inglés)
Es un miembro del club de soft tennis. Es una persona que suele ver el lado positivo en la mayoría de las cosas, tiene una personalidad brillante y muy efusiva. Inventó un baile junto a su hermana pequeña, que realiza con los miembros del equipo antes de cualquier juego para liberar estrés.
Nao Tsukinose (月ノ瀬 直央 Tsukinose Nao?)
Seiyū: Yūsuke Kobayashi (anime), Matt Shipman (inglés)
Es un miembro del club de soft tennis. Tiene una personalidad bastante calmada. Su madre tiende a ser estricta con él, lo que desencadena sus emociones y acciones en ciertas ocasiones, llegando a un punto de estrés.
Taiyo Ishigami (石上 太洋 Ishigami Taiyō?)
Seiyū: Kohei Amasaki (anime), Dallas Reid (inglés)
Es un miembro del club de soft tennis. Es muy asustadizo, pero siempre trata de dar lo mejor de sí.
Yuta Asuka (飛鳥 悠汰 Asuka Yuu?)
Seiyū: Yoshitaka Yamaya (anime), Brandon McInnis (inglés)
Es el mánager del club de soft tennis, luego de que Maki lo reclutara. Tiene sentimientos por Toma, el capitán.
Kanako Mitsue (御杖 夏南子 Mitsue Kanako?)
Seiyū: Mayu Mineda (anime), Rachel Glass (inglés)
Es la vecina de Maki. Suele ver los partidos del club (aunque más que nada los critica). Pasa su tiempo libre dibujando y subiendo sus obras a Internet. Tiene una visión un tanto negativa de las cosas, pero igualmente logró llevarse bien con Maki y los miembros del club.
Kei Takada (高田 希唯 Takada Kei?)
Seiyū: Satsumi Matsuda (anime), Madeleine Morris (inglés)
Es la presidenta del club femenino de soft tennis.
Namie Ameno (雨野 奈美恵 Ameno Namie?)
Seiyū: Shiina Natsukawa (anime), Kate Bristol (inglés)
Es la vicepresidenta del club femenino de soft tennis y hermana de Itsuki.
Kinuyo Kasuga (春日 絹代 Kasuga Kinuyo?)
Seiyū: Maaya Sakamoto (anime), Tia Ballard (inglés)
Takuto Murakami (村上 拓人 Murakami Takuto?)
Seiyū: Makoto Furukawa (anime), John Wesley Go (inglés)
Es un exmiembro del club de soft tennis masculino. Actualmente es miembro del club de baloncesto masculino.
Takayuki Sakurai (桜井 隆幸 Sakurai Takayuki?)
Seiyū: Takahiro Sakurai (anime), Aaron Roberts (inglés)
Es el profesor de arte y asesor del club de soft tennis masculino.
Sakura Muroi (室生 さくら Muroi Sakura?)
Seiyū: Yuko Kaida (anime), Morgan Garrett (inglés)
Es una profesora y asesora del club de soft tennis femenino.
Aya Katsuragi (桂木 あや Katsuragi Aya?)
Seiyū: Kaori Nazuka (anime), Mikaela Krantz (inglés)
Es la madre de Maki, quien está divorciada. Trabaja como arquitecta.
Kenji Kyobate (京終 健二 Kyōbate Kenji?)
Seiyū: Kazuya Nakai (anime), Brandon Potter (inglés)
Es el padre biologico de Maki. Es alguien abusivo,divorciado, vengativo,golpeador y manipulador. Extorsiona a su hijo para que le dé dinero.
Ryoma Shinjo (新城 涼真 Shinjō Ryōma?)
Seiyū: Masaya Matsukaze (anime), Chris Wehkamp (inglés)
Es el hermano mayor de Toma y exmiembro del club de soft tennis masculino.
Madre de Toma (柊真の母?)
Seiyū: Ryoka Yuzuki (anime), Kristin Sutton (inglés)

## Producción y lanzamiento
El 5 de abril de 2018, el estudio Eight Bit anunció en Twitter que estaba colaborando con Kazuki Akane para producir un anime nuevo y original. Akane está escribiendo y dirigiendo la serie e Itsuka realiza los dibujos originales de los personajes. Yūichi Takahashi está ayudando como director de animación en la serie adaptando los diseños de Itsuka. Adicionalmente, Miki Takeshita está a cargo de la puesta en escena, Shiori Shiwa ayuda como director artístico, y Jin Aketagawa como director de sonido en Capsule Magic. FlyingDog está produciendo la música de la serie. La banda instrumental Jizue compone la música de la serie. La serie está prevista para tener 12 episodios en total. Megumi Nakajima interpretó el opening de la serie llamado "Suisō", mientras AIKI de bless4 interpretó el ending llamado "Kago no Naka no Bokura wa".
La serie fue estrenada el 10 de octubre de 2019, siendo emitida en TBS, BS-TBS, y otros canales. Funimation licenció esta serie como simuldub.
En octubre de 2019, dos bailarines acusaron a la serie de plagio por la coreografía mostrada en el ending, y sus posts fueron virales en Twitter. En respuesta, TBS Entertainment emitió una disculpa para ambos en su red social y, actualmente, los dos bailarines aparecen en los créditos.
Kazuki Akane confirmó tras el estreno del capítulo 12 que el anime estaba planeado para tener 24 capítulos, pero que en primavera se decidió emitir sólo los primeros 12 por falta de tiempo. También añadió que si tenía apoyo sacarían una segunda temporada.
El 31 de enero de confirmaron una colaboración con Aiki (cantante del ending) y Melochin y la otra una Fan-Film.